# Doug McMahon
Doug McMahon   (Winnipeg, 16 d'octubre de 1917 - Montreal, 16 d'abril de 1997) és un exfutbolista canadenc de la dècada de 1940.
Pel que fa a clubs, destacà a Wolverhampton Wanderers. Durant la Guerra Mundial serví a la Royal Canadian Naval Volunteer Reserves. El 1946 McMahon jugà a Chicago Maroons de la North American Soccer Football League i el 1948 a Montreal Carsteel.